# Керман
Керман (на персийски: كرمان‎) е град в Иран. Населението му е 537 718 жители (2016 г.). Намира се в часова зона UTC+3:30. Площта му е 161 кв. км. Основан е през 3 век от новата ера. Намира се на 1755 м н.в.